# Matt Turner
Matt Turner (ur. 24 czerwca 1994 w Park Ridge) – amerykański piłkarz pochodzenia litewskiego występujący na pozycji bramkarza w angielskim klubie Crystal Palace oraz w reprezentacji Stanów Zjednoczonych.

## Kariera klubowa
3 marca 2016 podpisał kontrakt z klubem New England Revolution. Zadebiutował 4 marca 2018 w meczu Major League Soccer przeciwko Philadelphia Union (2:0).
29 kwietnia 2016 został wysłany na wypożyczenie do drużyny Richmond Kickers. Zadebiutował 30 kwietnia 2016 w meczu USL Championship przeciwko Toronto FC II (1:0).

## Kariera reprezentacyjna
W 2020 roku otrzymał powołanie do reprezentacji Stanów Zjednoczonych. Zadebiutował 1 lutego 2021 w meczu towarzyskim przeciwko reprezentacji Trynidadu i Tobago (7:0).

## Statystyki kariery klubowej
(aktualne na dzień 7 marca 2021)
| Klub                    | Sezon              | Liga                | Liga  | Liga   | Puchar kraju | Puchar kraju | Suma  | Suma   |
| Klub                    | Sezon              | Liga                | Mecze | Bramki | Mecze        | Bramki       | Mecze | Bramki |
| ----------------------- | ------------------ | ------------------- | ----- | ------ | ------------ | ------------ | ----- | ------ |
| Richmond Kickers (wyp.) | 2016               | USL Championship    | 7     | 0      | 0            | 0            | 7     | 0      |
| Richmond Kickers (wyp.) | 2017               | USL Championship    | 20    | 0      | 0            | 0            | 20    | 0      |
| Richmond Kickers (wyp.) | Ogólnie            | Ogólnie             | 27    | 0      | 0            | 0            | 27    | 0      |
| New England Revolution  | 2018               | Major League Soccer | 27    | 0      | 0            | 0            | 27    | 0      |
| New England Revolution  | 2019               | Major League Soccer | 21    | 0      | 2            | 0            | 23    | 0      |
| New England Revolution  | 2020               | Major League Soccer | 27    | 0      | –            | –            | 27    | 0      |
| New England Revolution  | Ogólnie            | Ogólnie             | 75    | 0      | 2            | 0            | 77    | 0      |
| Ogólnie w karierze      | Ogólnie w karierze | Ogólnie w karierze  | 102   | 0      | 2            | 0            | 104   | 0      |

## Statystyki kariery reprezentacyjnej
(aktualne na dzień 7 marca 2021)
| Reprezentacja     | Rok     | Mecze | Bramki |
| ----------------- | ------- | ----- | ------ |
| Stany Zjednoczone |         |       |        |
| 2021              | 1       | 0     |        |
| Ogólnie           | Ogólnie | 1     | 0      |

| Mecze i gole w reprezentacji | Mecze i gole w reprezentacji | Mecze i gole w reprezentacji | Mecze i gole w reprezentacji | Mecze i gole w reprezentacji | Mecze i gole w reprezentacji | Mecze i gole w reprezentacji | Mecze i gole w reprezentacji |
| Lp.                          | Data                         | Miejsce                      | Gospodarz                    | Gość                         | Wynik                        | Gol                          | Rozgrywki                    |
| ---------------------------- | ---------------------------- | ---------------------------- | ---------------------------- | ---------------------------- | ---------------------------- | ---------------------------- | ---------------------------- |
| 1.                           | 01.02.2021                   | Orlando                      | Stany Zjednoczone            | Trynidad i Tobago            | 7:0                          |                              | Mecz towarzyski              |